# 지방도 제705호선
지방도 제705호선은 전북특별자치도 정읍시 연지동에서 부안군 하서면 등용삼거리를 잇는 전북특별자치도의 지방도이다. 실제 시작은 농소동 도매시장사거리부터 시작되며, 부안군 동진면 ~ 계화면 구간은 2015년에 완공될 예정이다.

## 연혁
- 2009년 12월 23일 : 정읍 ~ 황토현간 도로(정읍시 영파동 ~ 덕천면 신월리) 5.3km 구간 확장 개통[2]
- 2023년 11월 3일: 봉황삼거리 ~ 제내삼거리 ~ 안성리 문포 ~ 양산리 ~ 창북리 ~ 계화도양지항 ~ 계중(부안군 동진면 봉황리 ~ 계화면 계화리) 구간을 해제하고 봉황삼거리 ~ 간재로 ~ 계중 구간으로 변경함. 이에 따라 총 연장이 53.1km에서 47.3km로 변경됨.[3]

## 주요 경유지
- 정읍시
  - 농소동 도매시장사거리 - 농소1육교 - 녹두다리 - 공단사거리 - 정읍1공단 - 망제사거리 - 덕천 교차로
  - 덕천면 덕천 교차로 - 용전사거리 - 매봉재 - 황토현 교차로 - 신월삼거리 - 신월리
  - 이평면 두지리 - 이평면 교차로 - 이평면 행정복지센터 - 팔선리 - 마항리 - 두전리 - 국정교
- 부안군
  - 백산면 국정교 - 대수리 - 하청리 - 평교 교차로 - 평교리 - 외거삼거리 - 백산초등학교 - 백산면 행정복지센터 - 평교사거리 - 덕신리 - 평교 - 신평리
  - 부안읍 행중리 - 행중교 - 모산리 - 부안종합사회복지관 - 봉덕리 - 서림고등학교 - 봉덕삼거리 - 시내버스터미널사거리 - 부안읍 행정복지센터 - 선은삼거리
  - 동진면 (봉황1교) - 봉황삼거리 - 내동사거리
  - 행안면 역리
  - 동진면 당상리 - 당오초등학교(폐교)
  - 계화면 부안계화우체국 - 계화면사무소 - 창북초등학교 - 대창사거리 - 계화교 - 계중 - 계화리 - 돈지교
  - 하서면 돈지교 - 장신리 - 장신초등학교 - 장신 교차로 - 등용삼거리

## 중복 구간
- 부안군 백산면 외거삼거리 ~ 평교사거리 : 국도 제29호선과 중복
- 부안군 행안면 송정 교차로 ~ 동진면 신농 교차로 : 국도 제23호선과 중복

## 도로명
- 정읍시 농소동 도매시장사거리 ~ 이평면 국정교 : 황토현로
- 부안군 백산면 국정교 ~ 외거삼거리 : 지운로
- 부안군 백산면 외거삼거리 ~ 평교사거리 : 백산로
- 부안군 백산면 평교사거리 ~ 부안읍 행중리 : 부평로
- 부안군 부안읍 행중리 ~ 시내버스터미널사거리 : 용암로
- 부안군 부안읍 시내버스터미널사거리 ~ 터미널사거리 : 번영로
- 부안군 부안읍 터미널사거리 ~ 동진면 봉황 교차로 : 석정로
- 부안군 동진면 봉황 교차로 ~ 봉황삼거리 : 동진로
- 부안군 동진면 봉황삼거리 ~ 계화면 (계중) : 간재로
- 부안군 계화면 (계중) ~ 돈지교 : 계화로
- 부안군 계화면 돈지교 ~ 하서면 등용삼거리 : 석불로